# فيرجينيا سليمز
ڨيرجينيا سليمز هي ماركة أمريكية للسجائر، مملوكة حاليًا ومصنعة بواسطة فيليب موريس الولايات المتحدة في داخل الولايات المتحدة وفيليب موريس إنترناشيونال في خارج الولايات المتحدة. أطلقت سجائر فرجينيا سليمز في 22 يوليو 1968 وتم تسويقها للأناث. يعتبر قطر سجائر ڨيرجينيا سليمز أضيق بحوالي 23 ملم عن السجائر القياسية (وبالتالي تنطبق عليها تسمية سليمز "Slims" أي النحيفة)، وهي أيضا أطول من السجائر «بحجم كينغ» العادية (التي يكون قطرها 85 ملم)، ويصل طول هذه السجائر إلى 100 و120 ملم، لإعطاء السجائر مظهر «أكثر أناقة» وظاهريًا لتقليل كمية الدخان التي تنتجها. كما تباع أيضًا في أشكال «سوبر سليمز» و «ولايت» و «ألترا لايت» ومينثول (نكهة النعناع). تم تصميم العبوة الأصلية من قبل والتر لاندور، وكانت بيضاء مع خطوط ملونة طولية على طول الجانب الأيسر من العبوة. في عام 2016، تم تحديث تصميم الحزمة لتستبدل الخطوط بلون مرقش مائل الوردي.